# Lê Thị Lựu
Lê Thị Lựu (chữ Hán: 黎氏榴, 19 tháng 1 năm 1911 – 6 tháng 6 năm 1988) là một họa sĩ chuyên về tranh lụa và tranh sơn dầu người Việt Nam. Bà được xem là nữ họa sĩ đầu tiên của nền mỹ thuật hiện đại Việt Nam, nằm trong bộ tứ danh họa Việt tại Pháp Phổ – Thứ – Lựu – Đàm.
Sinh ra trong một gia đình theo Tây học, ngay từ cấp sơ học, Lê Thị Lựu đã hình thành niềm yêu thích với hội họa và quyết định thi vào Trường Cao đẳng Mỹ thuật Đông Dương. Sau khi đỗ đầu trường khóa 3 năm 1927, bà sớm được biết đến thông qua hai bức sơn dầu vẽ 1929 Thiếu nhi trong vườn chuối và Chân dung Ông Hai, được trưng bày trong triển lãm chung đầu tiên của trường. Các sáng tác chủ yếu của Lê Thị Lựu giai đoạn này là tranh sơn dầu, sở trường chân dung. Sau khi trở thành nữ sinh đầu tiên tốt nghiệp trường, hạng thủ khoa, bà nhanh chóng có được sự công nhận từ giới báo chí, đặc biệt là nhóm Tự Lực văn đoàn. Lê Thị Lựu từng nhận bổ nhiệm làm giáo sư tại nhiều trường học khác nhau trên khắp cả nước. Với tư cách là hướng đạo sinh, bà cũng sáng lập nên tổ chức "Bầy sói con Trứng Rồng". Năm 1940, nữ họa sĩ cùng chồng là Ngô Thế Tân sang Pháp.
Dành phần lớn cuộc đời sống tại Pháp, Lê Thị Lựu đã gặp nhiều trở ngại trong cuộc sống gia đình và có lúc phải tạm ngưng vẽ tranh suốt nhiều năm, từ thập niên 1930 đến thập niên 1950, ngoại trừ một số bức được thực hiện vào những dịp đặc biệt khác nhau. Khoảng thời gian này, bà tích cực tham gia phong trào chống Pháp trong thời điểm hoạt động cách mạng diễn ra sôi động. Khi trở lại hội họa, Lê Thị Lựu chuyên tâm theo đuổi dòng tranh lụa và kiên trì với trường phái cổ điển, cho ra đời nhiều tác phẩm gây được sự chú ý từ các triển lãm, cửa hàng tranh bên Pháp: thời điểm đầu sáng tác, ba bức tranh lụa nhỏ của Lựu giúp đem về cho nữ họa sĩ giải nhất trong số các tranh và bà được công nhận là thành viên thực thụ của Hội liên hiệp phụ nữ hội họa và điêu khắc Pháp. Trong những năm cuối đời, Lê Thị Lựu đã hoàn thiện nhiều tác phẩm thành công để lại dấu ấn trong sự nghiệp của mình. Họa phẩm cuối cùng mà bà xong trước khi mất là bức Tam đại đồng đường.
Xuyên suốt sự nghiệp sáng tác, ước tính số lượng tranh Lê Thị Lựu vẽ chỉ dao động khoảng 250 đến 500 bức. Tuy nhiên các tác phẩm của bà, đặc biệt là tranh lụa, đã nhận về đánh giá cao từ những nhà phê bình chuyên môn và được đem đi bán đấu giá tại Christie's, Sotheby's... thu về số tiền kỷ lục. Vào năm 2018, nhà phê bình Thụy Khuê và chồng bà là Lê Tất Luyện – họ hàng của nữ họa sĩ – đã quyết định trao tặng Bảo tàng Thành phố Hồ Chí Minh nhiều tranh vẽ, thư từ, thơ Lê Thị Lựu; đồng thời xuất bản cuốn sách Lê Thị Lựu, ấn tượng hoàng hôn, trong đó tổng hợp lại chi tiết cuộc đời nữ danh họa cùng cuộc sống của những họa sĩ người Việt tại Pháp từng tốt nghiệp trường Mỹ thuật Đông Dương.

## Thời niên thiếu

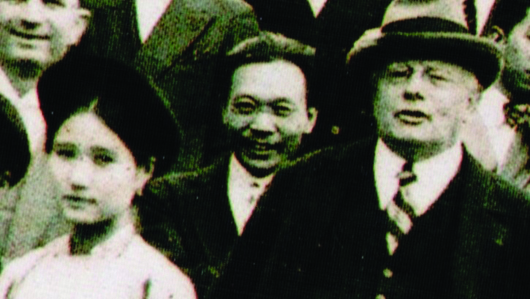
Lê Thị Lựu đứng cạnh họa sĩ Nam Sơn (ở giữa) và hiệu trưởng trường Mỹ thuật Đông Dương Victor Tardieu (bên phải), 1927

Lê Thị Lựu sinh ngày 19 tháng 1 năm 1911, quê tại làng Thổ Khối, xã Cự Khối, huyện Gia Lâm, Phủ Thuận An, tỉnh Bắc Ninh. Đây là nơi sinh, cũng là quê nội và quê ngoại của bà. Cha mẹ Lê Thị Lựu đều đồng danh tên Quế: cha bà là Lê Văn Quế còn mẹ bà là Lê Thị Quế. Từ nhỏ đến năm 14 tuổi, bà đã theo cha, một công chức tòa sứ, đến nhiều tỉnh thành khác nhau gồm Bắc Ninh, Nam Định, Thái Bình, Hải Phòng và Hà Nội. Tuy là một trong những người theo Tây học đời đầu, nhưng ông Quế vẫn bắt các con mình phải để tóc dài, nhuộm răng đen, vận quần thâm cho đến khi lấy chồng. Bà là chị cả trong số bốn chị em Lê Thị Lựu, Lê Thị Cẩn, Lê Thị Chương và Lê Thị Đào, đặt theo tên của các loại thảo mộc: Lựu, Cẩn (cây bầu), Chương (cây long não), Đào. Bà cũng có em họ là giáo sư Nguyễn Đăng Thục, nhà văn Mai Thảo và nhà phê bình Nguyễn Đăng Mạnh.
Vào năm 1925, bà đã đậu bằng Sơ học yếu lược, tuy nhiên thay vì nhập học trường Nữ sinh Đồng Khánh (tiền thân trường Trưng Vương) như hai người em khác, Lê Thị Lựu lại thi vào trường Cao đẳng Mỹ thuật Đông Dương năm 1926. Theo những bản viết tay của Lựu, khi đó có hai sự việc dẫn đến quyết định này: sự kiện thứ nhất là trong một lần Lê Thị Lựu xếp lại sách cho thầy giáo, bà bị ấn tượng với bức hình vẽ một cô gái Lào vừa to, vừa đẹp. Thầy sau đó giải thích với bà rằng đây là hình "phóng to" từ sách ra. Khi Lựu hỏi thầy mình liệu có thể học được môn này, ông đã giới thiệu một Trường Bách nghệ dạy vẽ và ở đó có ông nghệ sĩ tên Thục nặn giỏi. Việc thứ hai là khi thăm người bạn có cha là chủ một rạp hát, Lê Thị Lựu bị thuyết phục trước lối vẽ chấm phá làm phông cho rạp của một người thợ, bằng việc tô lên những nét sơn nguệch ngoạc trên tấm vải căng phẳng mà khi nhìn gần không nhận ra gì cả nhưng phải trông từ xa mới thấy đẹp.
Chuẩn bị trước khi thi, Lựu mua duy nhất cuốn vẽ luật viễn cận rồi tự học, đồng thời nhờ một anh người nhà tên Pheo làm mẫu để thực hành. Sau khi thi xong, bà đậu thứ 13 và ghi tên lớp dự bị vì trường chỉ lấy 10 người. Tuy vậy, chỉ một năm sau vào 1927, Lê Thị Lựu đã đỗ nhất đầu vào sinh viên khóa III trường Mỹ thuật Đông Dương – cùng với Trần Quang Trân đỗ nhì và Nguyễn Gia Trí – khi mới 16 tuổi. Bước vào trường lúc đó, bà đã gặp trở lực từ phía phụ huynh, xã hội và bạn học: là một trong số ít các họa sĩ nữ của trường, khi mới vào thực tập tại trường bà phải thuyết phục gia đình cho đi học lớp vẽ tranh khỏa thân nam với người mẫu thật; các học sinh nam cũng ghen ghét với thành tích học tập của bạn đến mức có người đã rạch chéo nách hoặc bôi xóa cả tranh bà vẽ. Bất chấp những điều này, suốt quãng thời gian 5 năm theo học bất cứ môn nào Lê Thị Lựu đều trội hơn các bạn đồng khóa. Bà cũng kết bạn với đàn anh trong trường, là các học sinh ưu tú nhất, gồm ba họa sĩ Mai Trung Thứ, Lê Phổ và Vũ Cao Đàm, bên cạnh đó là hiệu trưởng trường Tardieu. Năm 1932, Lê Thị Lựu trở thành nữ họa sĩ đầu tiên tốt nghiệp trường Mỹ thuật, hạng thủ khoa.

## Sự nghiệp

### 1927–1940: Khởi đầu hội họa và sang Pháp

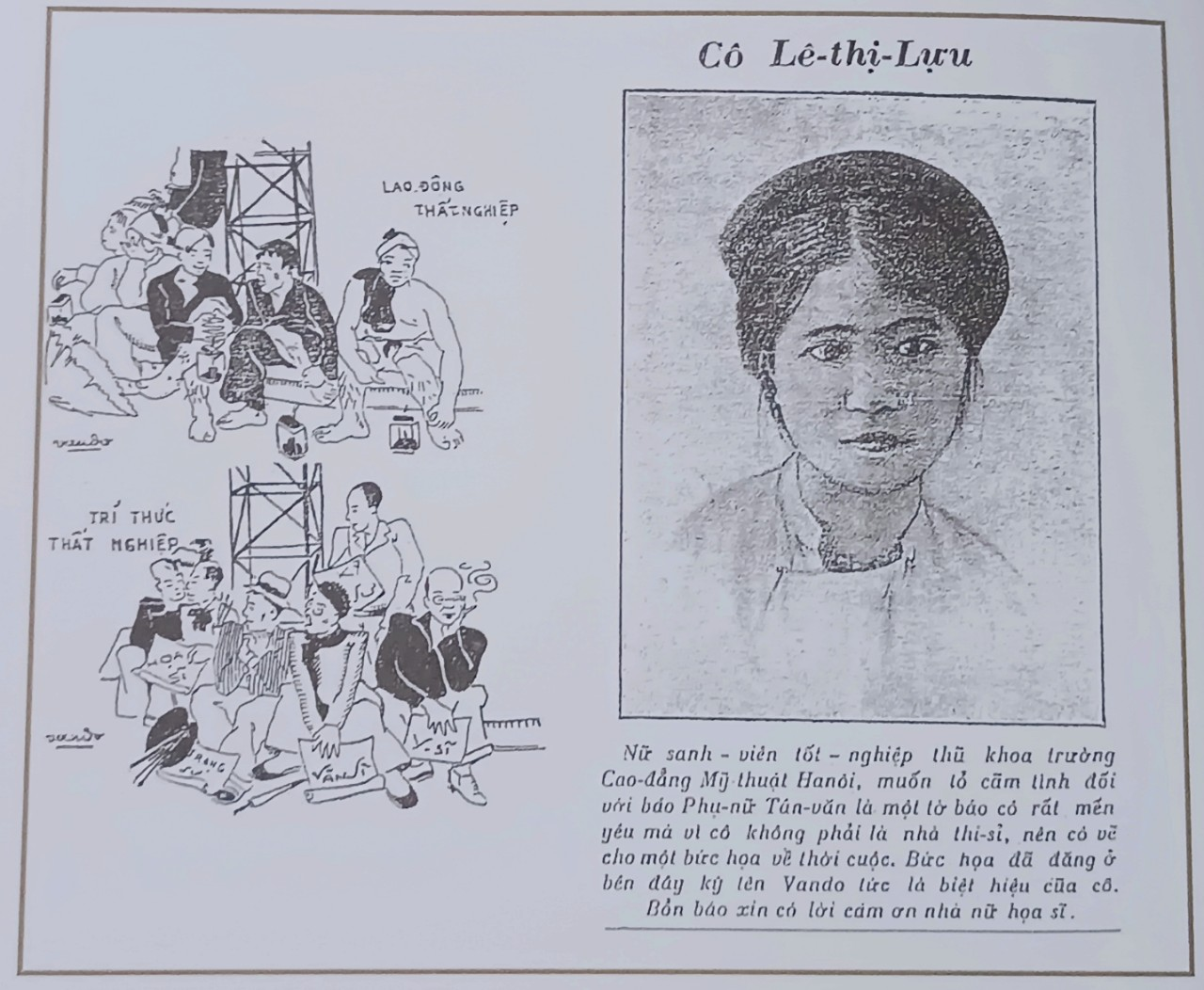
Tranh biếm họa của Lê Thị Lựu vẽ dịp tốt nghiệp thủ khoa cho tờ Phụ nữ tân văn, bên phải là hình chân dung và thông tin tóm tắt về bà

Năm 1929, khi Lê Thị Lựu còn đang học tại Cao đẳng Mỹ thuật Đông Dương, nhà trường đã lên kế hoạch tổ chức một cuộc triển lãm chung đầu tiên, trưng bày bài tập của các sinh viên sáng tác thời gian nghỉ hè và được yêu cầu phải trình công việc với giáo viên khi tựu trường. Dù vậy tới tận ngày khai giảng, Lựu mới chỉ hoàn thiện xong một bức sơn dầu mang tên Thiếu nhi trong vườn chuối. Một giờ trước khi ra ga về trường, bà ở nhà đã kịp nhờ ông bác mình làm mẫu chân dung rồi đem tranh thành phẩm còn ướt màu sơn lên xe, đặt tên là Chân dung Ông Hai. Bất ngờ khi nộp bài xong, đến hôm triển lãm vào ngày 15 tháng 11 cùng năm, chỉ sau vài phút thuyết trình về hai tác phẩm liền có hai người mua các tranh này với giá tổng là 400 đồng – gấp nhiều lần tiền thuê trọ của bà vỏn vẹn 3 đồng. Hai bức họa này đã nhận về sự khen ngợi từ thầy giáo bà Joseph Inguimberty và hiệu trưởng Victor Tardieu; Chân dung Ông Hai còn vô tình được thầy Inguimberty xếp ngang hàng tranh bậc đàn anh của bà thời điểm đó là họa sĩ Tô Ngọc Vân. Trong một bài báo tiếng Pháp tựa đề "Une nouvelle école de peinture et de sculture: "L'École annamite"" (dịch: "Một trường phái hội họa và điêu khắc mới: trường phái Annam") in trên báo L'Avenir du Tonkin, nữ ký giả Yvonne Schultz có nhận xét về hai họa phẩm như sau:
Sau cùng, là bức hoành hoàn toàn đáng chú ý của cô Lê Thị Lựu, năm thứ ba, vẽ trẻ em chung quanh cây chuối. Tôi cho rằng đó là bức tranh duy nhất cho ta thấy một đứa nhỏ bụng bự đầy cơm. Và đáng yêu thay người vẽ đứa bé lại là một thiếu nữ! Ta thấy trong bức tranh này một cảm xúc rất êm dịu của tuổi thơ. Bức họa thứ nhì vẽ chân dung Ông Bác, bút pháp ngang tàng làm liên tưởng tới Reynolds.
Năm 1931, bà cùng các họa sĩ khác trong trường, dẫn đầu là Lê Phổ, tham dự Triển lãm Thuộc địa tổ chức tại Paris. Các tác phẩm của nữ họa sĩ đã thành công gây ấn tượng với những nhà phê bình nghệ thuật người Pháp. Năm 1932, sau khi ra trường, tên tuổi Lê Thị Lựu nổi danh khắp ba kỳ, được nhiều tờ báo trong nước nhắc đến như là nữ sinh đầu tiên tốt nghiệp thủ khoa khóa III Cao đẳng Mỹ thuật. Tài năng của bà lúc này cũng sớm được nhóm Tự Lực văn đoàn phát hiện và công nhận. Trong bài "Trường Mỹ thuật Đông Pháp" do Nguyễn Tường Tam (bút danh Nhất Linh) viết, ông đã coi Lê Thị Lựu là một trong ba họa sĩ tài năng nhất về sơn dầu của trường Mỹ thuật Đông Dương, cùng với Lê Phổ và Nam Sơn. Tại một bài báo khác trên tờ Phong Hóa số 18, mà theo suy đoán thì tác giả là nhà văn Thạch Lam – người phụ trách thường xuyên mục phê bình nghệ thuật của tờ Phong Hóa và Ngày Nay – người viết cũng đề cập đến Lê Thị Lựu bên cạnh hai họa sĩ tốt nghiệp khóa I trường Lê Phổ và Mai Trung Thứ:
Ông Lê Phổ, cô Lê Thị Lựu, ông Mai Trung Thứ cùng nhiều họa sĩ khác đều là người có tài, mỗi người một vẻ riêng [...] Có một điều đáng ghi là cô Lê Thị Lựu không ngần ngại là quần vận, yếm mang, chen chân thích cánh với bọn hoạ sĩ đàn ông, mà cái hay cái khéo của cô lại hơn người, thật là vẻ vang cho phụ nữ nước nhà.

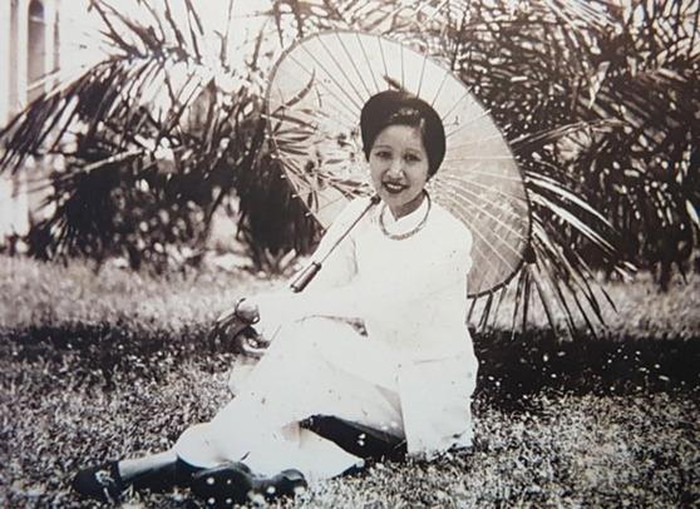
Lê Thị Lựu trong thời gian ở Sài Gòn, năm 1936

Năm 1933, tại một Triển lãm Thuộc địa ở Paris, Lê Thị Lựu đã giới thiệu các bức tranh lụa và sơn dầu vẽ cảnh Đế Thiên Đế Thích cùng người ăn mày, cũng như một bức khác mang tên Người và vật. Những họa phẩm này trước đó từng được trưng bày tại Triển lãm Phụ nữ tân văn 1932. Từ năm 1933 đến 1935, theo quy chế đương thời, bà được bổ nhiệm làm giáo sư lần lượt ở các trường Trung học Bảo hộ (sau là trường Bưởi), trường Nữ sinh Đồng Khánh và trường tư thục Hồng Bàng Hà Nội. Với tư cách là hướng đạo sinh, Lựu cũng tham dự Trại họp bạn Hướng đạo toàn quốc tại Sân vận động Mayer, Sài Gòn. Bà đã kết hợp sử dụng năm thứ ngũ cốc để tạo thành chân dung ông Robert Baden-Powell, đồng thời tham gia thiết kế mẫu huy hiệu "Hướng đạo Việt Nam" với biểu trưng cách điệu từ hoa sen và được dùng làm một trong những huy hiệu chính thức của tổ chức cùng tên. Năm 1933 hoặc 1934, bà cùng nữ giáo sư trung học Chenevier lập nên tổ chức "Bầy sói con Trứng Rồng", truyền đạt cho những thanh thiếu niên tham gia có tư tưởng tiến bộ, thích nghi với mọi hoàn cảnh của đời sống.
Giai đoạn 1935–1936, Lê Thị Lựu chuyển vào Nam, dạy cho trường Nữ sinh Áo tím Sài Gòn (nay là Trường Trung học phổ thông Nguyễn Thị Minh Khai) và trường Mỹ nghệ và Trang trí Gia Định. Ngoài công việc chính, bà còn cộng tác với các ấn phẩm của Tự Lực văn đoàn như Ngày Nay, Phụ nữ tân văn, Đàn bà Mới, dùng bút hiệu Văn Đỏ dưới ký họa hay hình họa; và làm thơ, dù rất ít, bằng bút danh Thạch Ẩn do một nhà sư đặt cho. Những năm 1937 hoặc 1938–1939, nữ họa sĩ trở ra Hà Nội dạy trường Trung học Bảo hộ và Đăng Ten. Năm 1939, cùng với Tô Ngọc Vân, Lê Thị Lựu tham gia vào "Nhóm kịch Thế Lữ" với vai trò trang trí các vở diễn gây được tiếng vang cho công chúng. Thời gian này, ba người bạn của bà là Mai Thứ, Lê Phổ và Cao Đàm đều đã qua định cư tại Pháp, trong bối cảnh giới họa sĩ lúc bấy giờ muốn tới Pháp để tiếp xúc trường phái Paris. Lựu cũng không nằm ngoại lệ. Đến tháng 3 năm 1940, bà cùng chồng là ông Ngô Thế Tân xuất ngoại sang Pháp từ Sài Gòn bằng đường thủy. Chồng bà khi đó là công chức chính quyền nhận thuyên chuyển qua Pháp để làm việc cho Ban kỹ thuật Canh nông Nhiệt đới, thay cho những đồng nghiệp Pháp nhập ngũ tham gia chiến tranh.

### 1940–1960: Tham gia hoạt động cách mạng và trở lại với hội họa
Sau khi tàu cập bến Marseille, Pháp tháng 4 năm 1940, vào tháng 6 cùng năm, Lê Thị Lựu và chồng di chuyển lên Paris. Tuy nhiên khi tới nơi lại đúng lúc thành phố đang bị Đức ném bom. Hai người lên kế hoạch đi thăm xưởng vẽ ở Paris của ba người bạn họa sĩ Vũ Cao Đàm, Lê Phổ và Mai Trung Thứ nhưng vừa đến đã biết tin cả ba phải đi nhập ngũ. Sau một thời gian về Nantes rồi quay lại Paris trong điều kiện thiếu thốn và khó khăn, đến tháng 6 năm 1941, khi này Lựu đã sinh con, cả gia đình bà xuống Marseille để đón tàu về nước nhưng không may hết tàu do trong tình trạng thời chiến. Vì vậy, bà cùng chồng di chuyển về Nice ở chung với Lê Phổ, lúc đó đã giải ngũ, rồi trú khu trọ Pension des Etats Unis do Cao Văn Bổn quản lý một năm tròn, trước khi ông Tân nhậm chức làm giám đốc Vườn Thử Nghiệm Thực Vật Kindia (Jardin d'Essai de Kindia), thị trấn Kindia nước Guinée châu Phi. Trong suốt thời gian từ khi sang Pháp đến tại Guinée, bà gần như không động đến hội họa vì bận chăm con và thiếu thốn dụng cụ, nhưng có vẽ mươi hình cô gái đồng trinh bản xứ do tòa sứ Pháp đặt để trang trí phòng khách ở Kindia. Nữ họa sĩ cũng nhiều lần được giám đốc trường thủ công nghệ tại thị trấn mời làm giáo sư nhưng đều bị bà từ chối. Vào năm 1943, Lê Thị Lựu đã cho ra đời bức Chân dung người Guinée, vẽ bằng bút chì trên giấy kraft dùng để gói hàng.

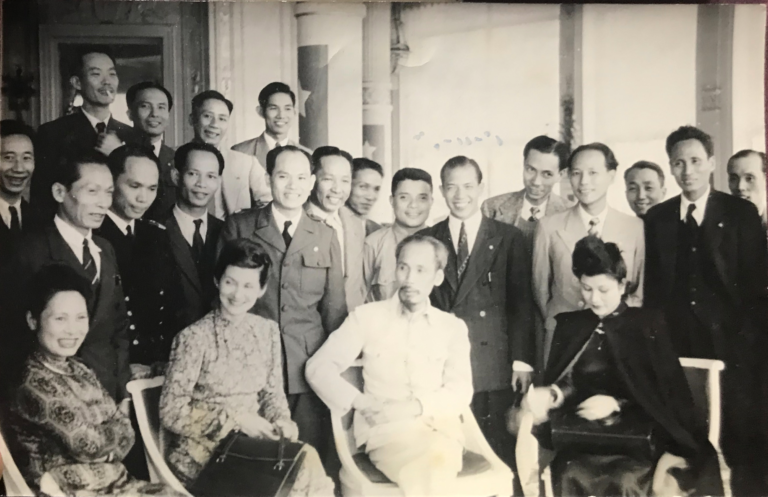
Lê Thị Lựu (trong bộ đồ đen ngồi ghế bên trái, cạnh Hồ Chí Minh) tại Hội nghị Fontainebleau năm 1946

Năm 1945, chiến tranh kết thúc, Lê Thị Lựu trở về Paris và ở tạm xưởng vẽ với Mai Thứ một thời gian. Năm 1947, bà dọn sang số 41 phố rue Blomet quận 15 và là hàng xóm của Lê Phổ; đây là nhà giáo sư Trần Hữu Tước khi về nước sang tên lại. Trong khi nghỉ mát cùng chồng vào mùa hè 1946 ở Chedde, tỉnh Haute–Savoie, bà đã biết được tình hình quê nhà khi các phong trào cách mạng chống thực dân giành độc lập trở nên sôi động và lên tận Paris, nơi đang diễn ra Hội nghị Fontainebleau, để trực tiếp lấy tin cũng như gặp người quen trong phái đoàn Việt Nam do Phạm Văn Đồng dẫn dắt. Qua sự kiện trên, vợ chồng bà Lựu chọn theo hướng ủng hộ phong trào: ông Tân nghỉ làm công chức cho chính quyền Pháp và sau đó cùng vợ lập một hiệu buôn nhỏ để sinh sống.
Sau khi ổn định mưu sinh, bà tích cực tham gia vào phong trào chống thực dân khi liên hệ đại diện chính quyền Việt Nam Dân chủ Cộng hòa Trần Ngọc Danh, hay các đại diện Hội người Việt tại Pháp như Phạm Huy Thông, Nguyễn Khắc Viện. Ngô Thế Tân làm Phó Chủ tịch Hội người Việt sống tại Pháp còn Lê Thị Lựu giữ chức thủ quỹ Hội Liên hiệp Trí thức (thuộc Hội người Việt). Trong thời gian trên, bà đã gửi các tranh vẽ của mình cho phái đoàn Quốc hội Việt Nam, theo lời hiệu triệu từ Ủy ban tổ chức Triển lãm để dựng nên triển lãm tranh đầu tiên của Việt Nam Dân chủ Cộng hòa vào năm 1946, cũng như thiết kế mẫu tem cho chính phủ Việt Nam lâm thời. Bà đã tham dự các buổi họp Phong trào Hòa bình Thế giới tổ chức ngay trên đất Pháp và ngoại quốc, bất chấp việc nằm trong "sổ đen" của chính quyền sở tại và luôn luôn bị truy vấn bởi cảnh sát, mật vụ, v.v.. Tới năm 1960, khi thấy chính phủ miền Bắc Việt Nam chuẩn bị tiến công vào miền Nam bằng vũ trang, bà Lựu cùng ông Tân quyết định tách khỏi hoạt động của các nhóm hội này.

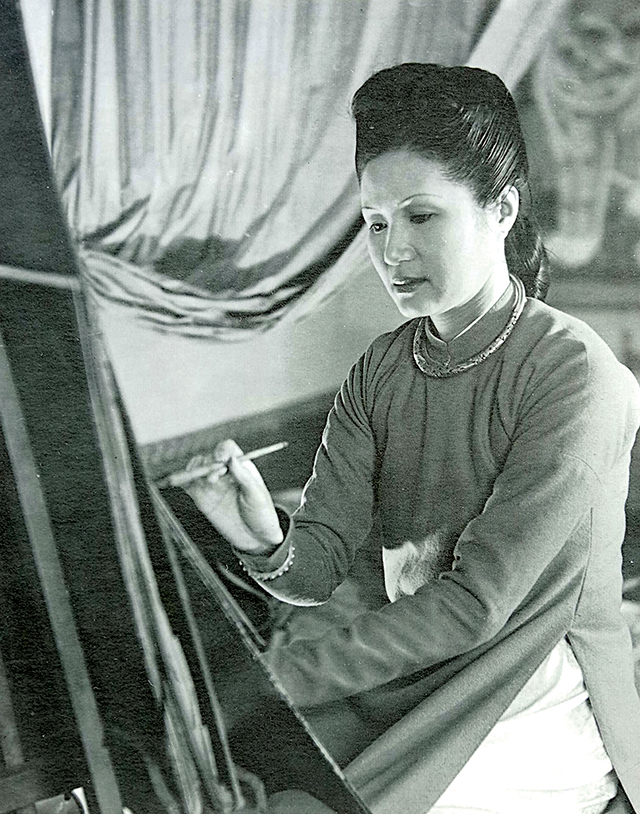
Lê Thị Lựu vào năm 1947

Năm 1953, gia đình bà dọn về ở số 10 ngõ Joséphine, thị xã Gentilly, ngoại ô phía Nam Paris. Từ năm 1954, sau Hiệp định Genève, Lê Thị Lựu bắt đầu trở lại với hội họa. Thời điểm này, nhờ sự tiếp đón tận tình của Ngô Thế Tân – khi đó vẫn đang là Phó Chủ tịch Hội người Việt ở Pháp – với phái đoàn Thương mại miền Bắc Việt Nam, ông đã được đề bạt lên làm cho Bộ Ngoại thương và đến năm 1956 thì nhận công tác về Việt Nam. Sau khi chồng đi làm xa, Lê Thị Lựu quyết tâm bỏ hẳn việc buôn bán, hoạt động hội họa tích cực.
Để làm quen với môi trường mỹ thuật, ngày ngày bà đều tham quan bảo tàng, phòng triển lãm cộng đồng, cá nhân và các cửa hiệu bán tranh trong thành phố. Lựu cũng thường lui đến phòng vẽ La Chaumière để ký họa người mẫu khỏa thân bằng bút chì trên giấy và theo học tại École du Louvre, nhưng sau mấy tháng thì bỏ dở vì nhận thấy chương trình học không giúp ích gì cho bản thân. Trong quãng thời gian trên, tuy có quyết tâm học hỏi, Lê Thị Lựu lại trở nên do dự trước vô số các trường phái và khuynh hướng mới ra đời nhưng xa vời với lối vẽ cùng quan niệm của bà. Sau khi suy nghĩ kĩ, bà quyết định đi theo con đường sáng tạo dựa trên những quan niệm hội họa do chính bà đặt ra và hoàn toàn theo đuổi nghệ thuật tranh lụa.
Khởi đầu cho việc trở lại làm họa sĩ, năm 1957, Lê Thị Lựu thường xuyên đem tranh đến phòng trưng bày Chapelin cạnh Điện Elysée. Năm 1959, ba bức lụa nhỏ bà sáng tác cùng được trưng bày ở trung tâm phòng triển lãm hàng năm Hội liên hiệp phụ nữ hội họa và điêu khắc (Union des femmes peintres et sculpteurs). Chỉ ngay trong buổi khai mạc, có hai người Mỹ đã mua hai bức tranh của bà, tranh còn lại thì do bà chủ phòng tranh Chapelin nhận. Cả ba tác phẩm trên sau đó đem về cho Lê Thị Lựu giải nhất trong các tranh và bà được phong làm thành viên thực thụ (Sociétaire) của hội, đồng nghĩa với việc tranh của bà khi trưng bày sẽ không bao giờ cần phải qua sự giám sát.

### 1960–1988: Thời kỳ tranh lụa "toàn bích", những tác phẩm cuối cùng
Sau một thời gian thể nghiệm và theo đuổi nghệ thuật tranh lụa, từ năm 1960, Lê Thị Lựu đã kiện toàn phong cách tranh lụa của riêng mình và cho ra đời nhiều tác phẩm được đánh giá là "toàn bích". Trong giai đoạn này, bức vẽ thành công nhất của Lê Thị Lựu là Mẹ địu con, vẽ k. 1970-1975, từng được in thành nhiều phiên bản cho cơ quan từ thiện bán lấy tiền.
Năm 1962, Lê Thị Lựu trở thành giáo sư hội họa trường Lycée Corot; một năm sau đó vào 1963 bà tiếp tục làm giáo sư tại hai trường Lycée Rodin Paris và Lycée d’Orsay vùng ngoại ô Paris. Ngày 4 tháng 12 năm 1963, Lê Thị Lựu đã tham gia vào buổi triển lãm tranh với những họa sĩ khác ở trung tâm Foyer des Artistes trên đại lộ Montparnasse. Đến năm 1971, sau khi cùng chồng nghỉ hưu, gia đình bà chuyển về sống tại biệt thự An Trang, đường Renaude, làng Spéracèdes, miền Nam nước Pháp vùng Địa Trung Hải.
Trong những năm cuối đời, bà đã hoàn thành nhiều tác phẩm lớn và ghi dấu ấn trong sự nghiệp của mình. Bức Kim Kiều gặp gỡ là tác phẩm mà bà vẽ trong thời gian lâu nhất, bắt đầu từ năm 1975 nhưng sang đến thập niên 1980 chưa xong, thỉnh thoảng chỉnh sửa lại nhưng vẫn chưa ưng ý. Họa phẩm cùng chủ đề Kiều gảy đàn tỳ bà mà nữ họa sĩ sáng tác vào k. 1987, cũng được coi là nổi trội giai đoạn này. Tác phẩm cuối cùng của Lê Thị Lựu trước khi qua đời là bức Tam đại đồng đường, hoàn thành năm 1988.

## Trường phái, sáng tác

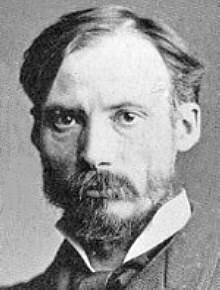
Pierre-Auguste Renoir là một họa sĩ nổi bật theo trường phái ấn tượng, cũng là người gây ảnh hưởng đến bút pháp nghệ thuật của Lê Thị Lựu

Trong sự nghiệp sáng tác hội họa, Lê Thị Lựu từng đi theo nhiều trường phái khác nhau. Trước và sau khi đỗ vào trường, bà là họa sĩ theo đuổi chủ nghĩa hiện thực; khi học tại trường Mỹ thuật Đông Dương, bà được dạy vẽ theo trường phái cổ điển và đây là trường phái xuất hiện xuyên suốt trong các tác phẩm của bà. Lựu cũng theo đuổi chủ nghĩa biểu hiện, có thể thấy rõ qua những họa phẩm bà sáng tác thời gian sống tại Pháp. Ở lĩnh vực tranh sơn dầu, bà sở hữu lối vẽ tự nhiên, phi trường phái. Ở lĩnh vực tranh lụa, thời kỳ đầu, bút pháp và đề tài của Lê Thị Lựu đi theo hướng giống tranh cổ xưa nhưng màu sắc tươi hơn. Đến về sau thì bà hơi hướm theo phong cách của Amedeo Modigliani, điển hình như bức Ba mẹ con góa phụ do bà vẽ năm 1954. Nữ họa sĩ có một thời gian dài chịu ảnh hưởng theo trường phái ấn tượng ở tranh lụa, nổi bật trong đó là các danh họa Pierre-Auguste Renoir, Pierre Bonnard, v.v.. Tuy nhiên, bố cục, đề tài và màu sắc trong tranh của Lê Thị Lựu lại có sự riêng biệt, mang tinh thần phương Đông, Việt Nam.
Bà đã được truyền dạy kiến thức và kỹ thuật hội họa phương Tây từ trường học. Trong những tác phẩm của mình, Lê Thị Lựu ít chú ý thiên về cái đẹp thuần túy và tính truyền thống, giống như ba người bạn Phổ – Đàm – Thứ, mà thay vào đó tập trung khai thác tâm lý của từng bức họa. Tranh của bà luôn hướng tới vẻ đẹp hoàn thiện và lý tưởng. Khác với giai đoạn đầu khi các bức tranh của bà có lối diễn tả hình thể nhân vật vững chắc, già dặn, trong những tác phẩm về sau nữ họa sĩ lại không quá chú trọng vào hình khối. Đối với màu sắc cho tranh, bà thường áp dụng bảng màu tươi sáng, ánh sáng êm dịu với các tông màu của xanh lam, xanh lục, hồng. Từng mảng màu tranh xếp chồng lẫn lên nhau, góp phần "tạo nên chiều sâu" cho tác phẩm. Những cảm xúc của nữ họa sĩ gửi gắm vào đường nét và màu sắc trong tranh được nhận xét là "mềm mại", "dịu dàng".

### Sáng tác tranh lụa
Ban đầu lúc đang học ở trường Mỹ thuật, Lê Thị Lựu học vẽ tranh lụa theo phong cách cổ truyền Trung Quốc, tuy nhiên cách vẽ này có nhược điểm bị giới hạn trong sự đơn sắc vì lụa rất mỏng, sự phân bố màu sắc khó khăn nên tranh của các họa sĩ tranh lụa thường có từng mảng đồng màu hoặc vài mảng màu tô đậm nhạt khác nhau. Đến sau này, họa sĩ Vũ Cao Đàm mới trở thành người tiên phong trong việc tìm ra một cách vẽ mới cho tranh lụa có thể khắc phục những khuyết điểm cũ của lối vẽ theo Trung Quốc: thay vì căng lụa vẽ màu nước rồi bồi lên bìa cứng thì ông bồi lụa lên trước khi vẽ; điều này sẽ giúp họa sĩ có thể vẽ trên lụa và dùng nhiều màu.
Sau khi trở lại hội họa và chuyên tâm theo đuổi tranh lụa, Lê Thị Lựu cũng làm theo kỹ thuật này của Cao Đàm. Thế nhưng, các họa phẩm bà vẽ lại hoàn toàn khác với các họa sĩ tranh lụa khi đó như Vũ Cao Đàm, Nguyễn Phan Chánh: tranh lụa của Lựu thiên về cách tiếp cận phương Tây, giàu màu sắc và nhiều lớp lụa đắp dày; bà tìm tòi để kết hợp giữa nghệ thuật vẽ lụa với kỹ thuật ấn tượng nhằm tạo ra một phong cách vẽ tranh lụa mới của riêng mình: vừa có nét mềm mại, lại tự nhiên đậm tính nữ. Cũng vì cách vẽ này mà màu tranh của bà có người nhầm sang màu phấn.
Thông thường, quá trình sáng tác cho một bức tranh lụa của Lê Thị Lựu bắt đầu từ khâu chọn khổ lụa, rồi sau đó sắp bút, phác trước đề tài sẽ vẽ bằng fusain trên giấy. Nhiều tranh lụa của bà được vẽ trên khung nhỏ. Sau khi phác họa hoàn chỉnh thì nữ họa sĩ tiếp tục phác màu. Bà phác đều các màu lên tranh để xem cân đối giữa các mảng, kế đến thì đi vào chi tiết là vẽ lại lên mặt trước của tranh. Ở khâu chuẩn bị, ngoài công cụ vẽ, bà cũng sắp sẵn màu và chọn băng nhạc để nghe, rồi giở mấy trang sách mỹ thuật hòa mình vào hội họa; khi vẽ, bà say sưa đến mức "quên đói và quên cả khát". Trong những nét vẽ đầu, Lê Thị Lựu thường không hài lòng và cứ vẽ rồi lại xóa. Có nhiều bức bà vẽ đi vẽ lại cả nhiều năm trời mới xong.
Thời gian bà dành cho mỗi bức lụa là không xác định, dựa theo nguồn cảm hứng nữ họa sĩ. Một bức thường sẽ hoàn thành trong vài ngày, nhưng có bức bà lại vẽ giữa chừng rồi để dở, vài năm sau vẽ nốt. Tác phẩm vẽ nhanh nhất của Lê Thị Lựu được cho là bức lụa Em bé mồ côi, mà bà hoàn thành chỉ trong một buổi chiều.

## Tác phẩm
Đa số các tác phẩm của Lê Thị Lựu là tranh lụa, chỉ có số ít tranh sơn dầu. Hiện nay, không thể tính được hết số lượng họa phẩm mà Lê Thị Lựu hoàn thành bởi khi còn sống, bà không có thói quen ghi và chụp lại tranh. Hầu hết tranh do bà vẽ đều nhanh chóng có người đến mua sau khi làm xong. Tuy đã sáng tác kha khá tranh, nhưng Lê Thị Lựu lại chưa từng tổ chức một triển lãm cá nhân nào cho riêng mình, dù có nhiều hiệu tranh từ Ý, Thụy Sĩ, Syria, Mỹ (Findlay Galleries),... mời do bà không đủ sức khỏe để đáp ứng. Nữ họa sĩ không vẽ nhiều. Số tác phẩm của Lê Thị Lựu được ước tính rơi vào khoảng 250 đến 300 bức. Cũng theo ông Ngô Thế Tân khi còn ở Việt Nam, Lê Thị Lựu chỉ vẽ chưa đến trăm bức, còn sau khi sang Pháp thì không quá 400 bức (ở Guinée khoảng mười bức). Do phần lớn tranh của bà được vẽ khi bà sống tại Pháp nên nhiều bức đến nay đã bị thất lạc tại các kho lưu giữ ở Pháp. Số ít khác là thuộc về bộ sưu tập tư nhân và bảo tàng. Trên những tranh của bà, thường in ấn triện đỏ bằng chữ Hán hoặc chữ ký viết liền tên nhằm đánh dấu bản quyền tác phẩm.

### Đề tài
Đề tài chủ yếu trong các bức tranh của Lê Thị Lựu đã được viết gọn lại trong ba chữ "thiếu": thiếu phụ, thiếu nữ và thiếu nhi. Trong đó:
1. Thiếu phụ: là người có nhiệm vụ duy trì nòi giống, đưa những thế hệ sau nối tiếp truyền thống cùng các tiến bộ về mặt nhân bản. Là thành viên quản lý gia đình cả vật chất lẫn tinh thần.
2. Thiếu nữ: là những người phụ nữ trẻ, mang trong mình ước mơ triển vọng về ngày mai, dự bị thiết kế cuộc đời bằng yêu thương và hạnh phúc.
3. Thiếu nhi: là lớp mầm non tràn trề nhựa sống, có nhiệm vụ nối dõi tông đường, là sợi dây ràng buộc tình vợ chồng, nghĩa cha mẹ, đem lại ánh sáng và sưởi ấm gia đình những lúc tàn canh lạnh giá.

Bên cạnh đề tài trên, Lê Thị Lựu cũng vẽ về chủ đề ba thế hệ trong gia đình, như bức Tam đại đồng đường. Lựu ít vẽ tĩnh vật mà thay vào đó có nhiều bức bà vẽ những thành viên cấu thành một gia đình. Trong các bức chân dung thiếu phụ, thiếu nữ, nữ họa sĩ thường khắc hoạ theo khuôn thước cổ điển lúc bấy giờ: mặt trái xoan, cân đối, hài hòa. Kể cả đối với tranh khỏa thân, bà cũng vẽ kín đáo, khác với cách vẽ lộ liễu trong tranh thiếu nữ của họa sĩ tân cổ điển Jean-Auguste-Dominique Ingres. Lê Thị Lựu hầu như không vẽ tranh qua người mẫu, và các bộ mặt trong tranh đều do họa sĩ tưởng tượng ra. Điểm riêng biệt với họa sĩ đàn anh Lê Phổ, Cao Đàm, Mai Thứ là Lê Thị Lựu không vẽ tranh theo một loạt đề tài gần kề mà từng tác phẩm đơn lẻ.
Những năm còn sống tại Việt Nam, Lê Thị Lựu là một họa sĩ luôn hướng đề tài của mình về tầng lớp những người dân lao động, nghèo khổ, với các bức vẽ khắc họa dáng vóc cơ thể của đàn ông và phụ nữ, nét mặt những người thôn quê, của những người sống đầu đường xó chợ. Theo bà, "Cái đẹp thật là cái đẹp ở những người phụ nữ lao động, bình dân ở thông quê, nó đẹp từ trong tinh thần ra ngoài gương mặt. Cả đời lam lũ, đầu tắt mặt tối nhưng họ vẫn đẹp tự nhiên, chớ cái đẹp giả tạo có ra gì, lạ gì mà họa cho uổng công". Khi định cư sang Pháp, ngòi cọ của bà vẫn hướng về những hình ảnh, ký ức quê hương, con người nhưng mang nét bình yên và êm ả hơn.

### Chất liệu
Trong những năm đầu vào trường cho đến 1940, Lê Thị Lựu chủ yếu áp dụng chất liệu sơn dầu trong mọi sáng tác, tiêu biểu là hai bức Chân dung Ông Hai và Thiếu nhi trong vườn chuối, và ít vẽ trên nền lụa, hay hiếm hơn là màu phấn, màu nước. Bà cũng vẽ tranh bằng chì đen và chì son, như bức Chân dung người Guinée. Có thời gian, bà từng học cách vẽ sơn mài, trong đó để lại bức Scène de village vietnamien au crépuscule (tạm dịch: Cảnh làng quê Việt Nam lúc chạng vạng), nhưng lại bị dị ứng khi sử dụng. Sau này, bên cạnh màu nước, bà đã xử lý chất liệu tổng hợp trên tranh lụa ở các họa phẩm của mình.

### Các tác phẩm chính

#### Tranh sơn dầu

##### Chân dung
Bà đã khởi đầu sự nghiệp hội họa từ những bức tranh sơn dầu, trong đó sở trường là về chân dung. Dù vậy, đến nay tranh của Lê Thị Lựu trước 1940 đều khó tìm lại, duy chỉ có bức Thiếu nữ Bắc Kỳ là bài tập ở trường mà thầy Tardieu ra cho học trò vẽ, được bà hoàn thành vào k. 1926. Một ông giám đốc hãng dệt thảm Hàng Kênh ở Hải Phòng đã mua lại tranh, và đến sau này trùng hợp vào đúng ngày nữ họa sĩ mất, người khách hàng trên điện thoại để trả lại cho chủ. Năm 1934, trong thời gian làm giáo sư ở Sài Gòn, bà cũng vẽ một bức chân dung bằng sơn dầu cho phu nhân Thống sứ Bắc Kỳ René Robin; về sau đây là bức tranh sơn dầu đầu tiên của một họa sĩ người Việt được trưng bày trên trường quốc tế.
Khi định cư ở Pháp, Lê Thị Lựu đã sáng tác các tranh chân dung bằng sơn dầu mang phong cách, cá tính độc đáo. Hè năm 1961, bà vẽ hai bức Bà cụ Pyrénées và Ông cụ Pyrénées, được xem là mốc đánh dấu cho sự hình thành phong cách riêng của bà kết hợp với hội họa biểu hiện. Cũng nhân một dịp khác, nữ họa sĩ tiếp tục hoàn thiện tác phẩm mang tên Phẫn nộ, vẽ một thanh niên Pháp tóc hung, râu quai nón; là chân dung người bạn của cậu con trai Ngô Mạnh Đức. Thời gian này, Lê Thị Lựu cho ra đời bộ ba bức chân dung về cha mình, về sau nằm trong số những tranh chân dung thành công nhất, mang tên Cha tôi, trong đó miêu tả lại tâm trạng u sầu và nuối tiếc của cha sau khi quyết định sang Pháp để sống cùng người con gái đầu lòng.

##### Phong cảnh
Lê Thị Lựu rất hiếm khi vẽ tranh phong cảnh, trong đó chủ yếu các bức phong cảnh là bằng sơn dầu. Tại Pháp, bà thường vẽ phong cảnh khi đi nghỉ hè. Trong các họa phẩm này, ngoài thể hiện tinh thần hội họa phương Tây, Lê Thị Lựu cũng đem cảm xúc cùng tinh thần "Việt hóa" của mình vào tranh: như ở bức Bến Honfleur, bà đã dùng gam màu xám nhạt "êm dịu và buồn buồn" để miêu tả khung cảnh của một bến cảng sau chiến tranh; hay bức Sơn thủy diễn tả cảnh thiên nhiên miền Auvergne, Pháp, bà lại dùng màu tro trong khi vào mùa hè khu vực này thường xanh mướt, khí hậu mát và nhiều ánh sáng, vì tác phẩm "đã thấm nỗi buồn của bà, đã nhuốm tâm sự của bà [...] đã được Việt hoá trong lòng tác phẩm".

#### Tranh lụa
Khởi đầu theo dòng tranh lụa, Lê Thị Lựu đã có những nỗ lực nhằm thay đổi bút pháp để khác biệt với lối vẽ Trung Quốc cổ xưa. Điều này có thể thấy rõ qua hai bức tranh vẽ lần lượt vào năm 1946 và 1954 Chị dạy em viết chữ nho và Nhị Kiều, đặc biệt là bức Nhị Kiều khi đánh dấu thành công của bà trong việc giao hòa kỹ thuật tranh lụa và tranh màu nước cũng như chuyển mình sang trường phái ấn tượng, dù trường phái hậu ấn tượng đã thay thế cho trường phái ấn tượng và không còn xuất hiện nhiều trong các tác phẩm hội họa đương đại.
Thời kỳ sáng tác đỉnh cao, Lê Thị Lựu cho ra đời nhiều tác phẩm hội họa "toàn bích", cụ thể như Thiếu nữ và cây đàn thập lục (vẽ 1970), Nửa chừng xuân (vẽ k. 1960–1962), Sơn nữ (k. 1980), Sơn nữ địu em (k. 1970–1975),... Vào khoảng năm 1980, bà đã vẽ bức chân dung trên nền lụa mang tên Anh Trần bên suối, vẽ nữ điêu khắc Anh Trần nổi tiếng với tài sắc bấy giờ.
Về tranh khỏa thân, Lê Thị Lựu chỉ vẽ một bức tranh và chân dung, trong đó có Thiếu nữ tắm hồ sen ra đời k. 1970–1971, cho thấy người phụ nữ bán khỏa thân đang ngồi trên cầu ao sen.

## Bệnh tật và qua đời

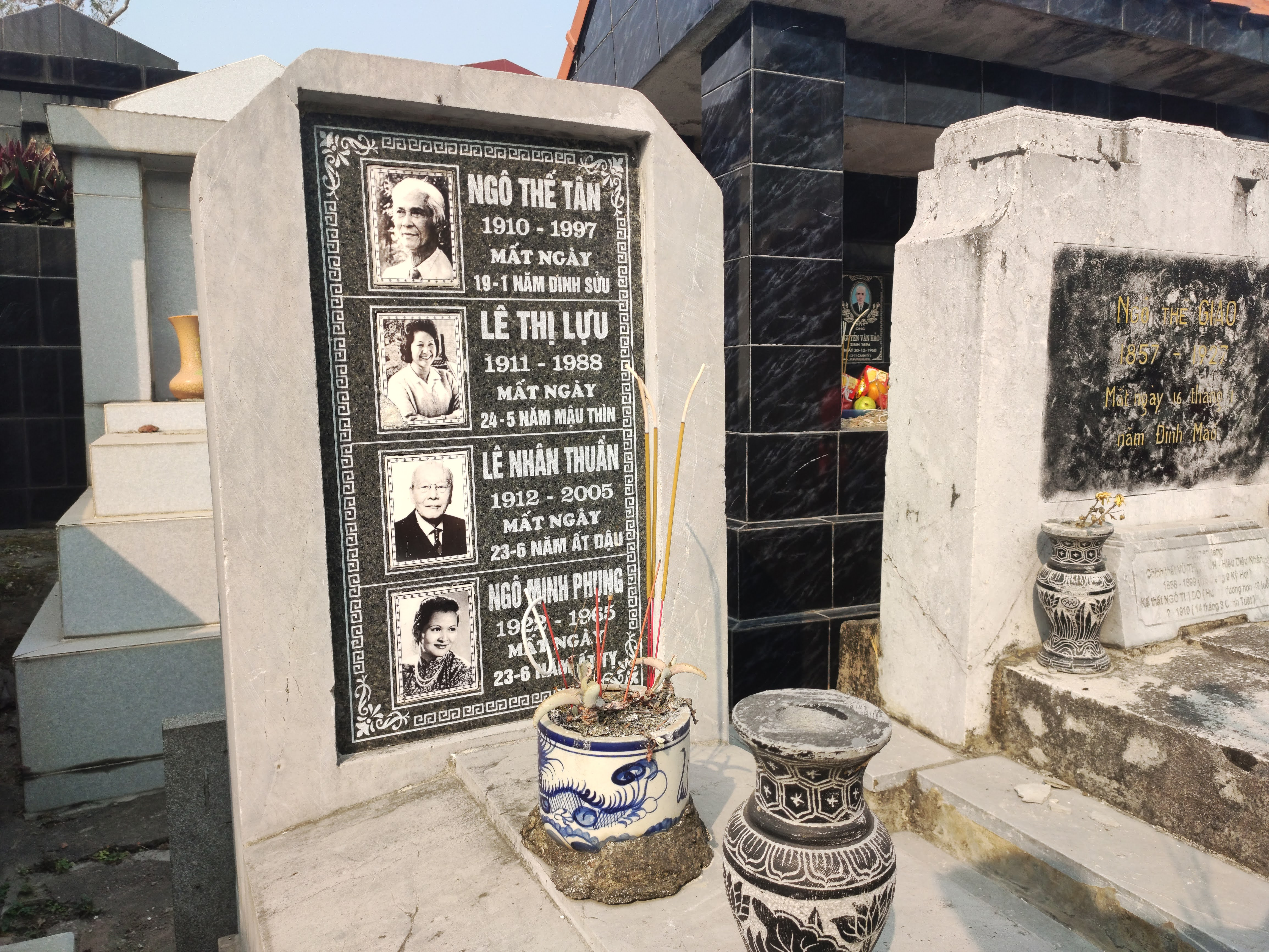
Mộ phần họa sĩ Lê Thị Lựu cùng gia đình tại Nghĩa trang Đồng Thiên Hội, Thị Cầu, Bắc Ninh.

Ngay từ thuở nhỏ, Lê Thị Lựu đã bị kém sức khỏe đến mức gia đình định đem cho, nhưng may mắn bà được một ông lang từ Quảng Yên đến chữa khỏi bằng ngoại khoa. Những năm 1936–1938, khi còn đang ở Sài Gòn, Lê Thị Lựu từng mắc phải bệnh lao và phải trở ra Hà Nội chữa trị, có lúc tưởng như đã chết. Thậm chí, có báo còn đăng bài về cái chết của bà trên cả trang nhất và một vài tờ báo khác mà khi đó chính bà đọc đưa tin: "Hỡi ôi, cô Lê Thị Lựu đã chết rồi". Vào năm 1978, Lê Thị Lựu ngã cầu thang, cột sống bị chùn. Từ năm 1979, bà mắc bệnh rối loạn nhịp tim và thỉnh thoảng lên cơn đau nặng. Trong thời gian này mắt bà cũng dần kém và không còn lái xe được nữa. Tuy vậy đến 1986, khi này Lê Thị Lựu đã 75 tuổi, bà vẫn tiếp tục vẽ tranh bất chấp sức khỏe trở nên suy nhược.
Vào ngày 30 tháng 5 năm 1988, bà nhập viện ở Antibes để bác sĩ kiểm tra lại bệnh tim. Dù được kiểm tra xong và dự kiến sẽ ra viện ngày 5 tháng 6 cùng năm, nhưng đột ngột vào tối mùng 4 tháng 6, Lê Thị Lựu bị xuất huyết não và đến ngày 6 tháng 6 năm 1988 thì mất. Trong những ngày cuối cùng, bà đã có cơ hội trò chuyện với vợ chồng nhà phê bình Thụy Khuê – Lê Tất Luyện, và chính Thụy Khuê cũng là người cùng ông Tân mặc quần áo cho cố họa sĩ sau khi qua đời.

## Gia đình

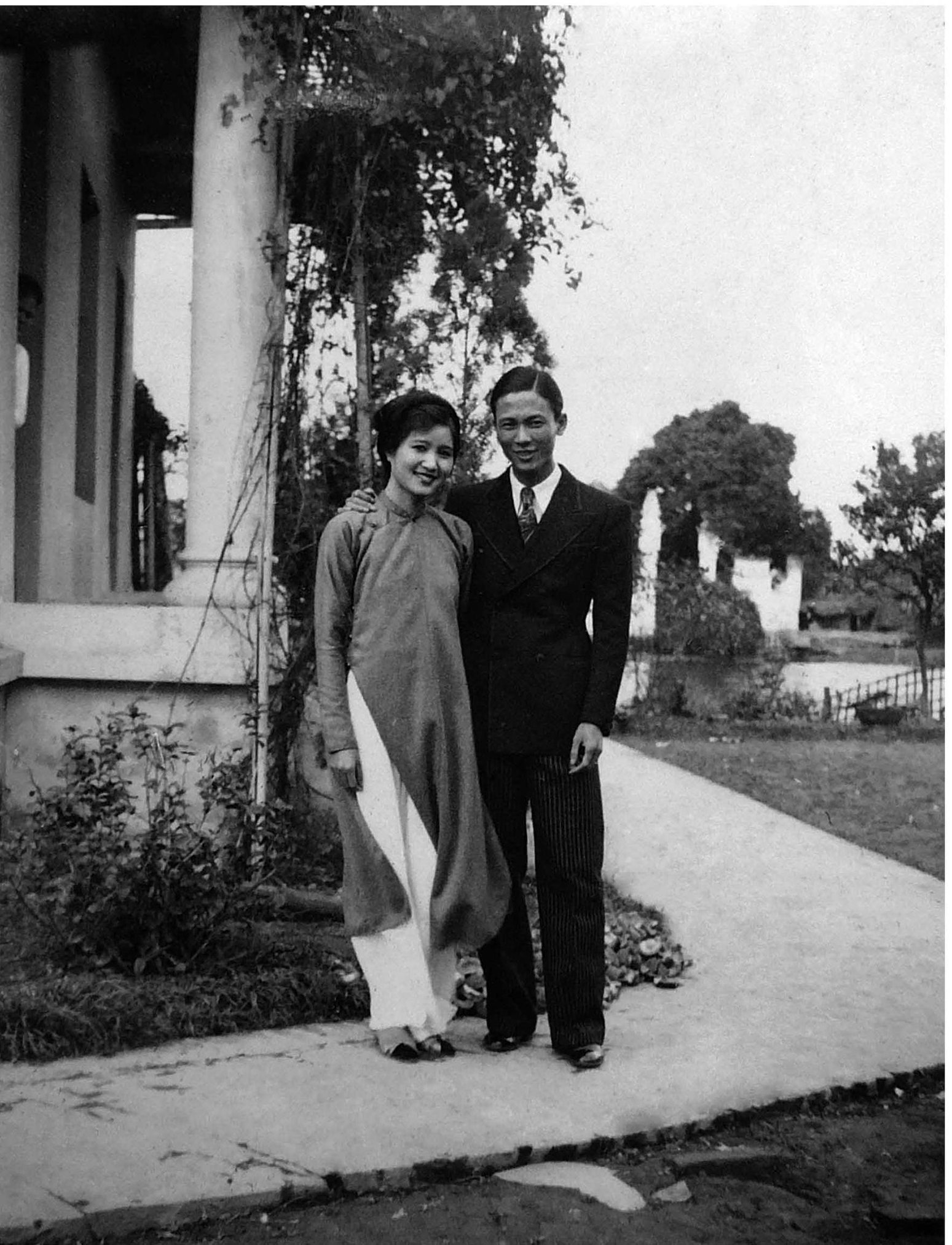
Lê Thị Lựu cùng chồng tại Bắc Ninh, ảnh năm 1935

Ngày 16 tháng 10 năm 1934, Lê Thị Lựu kết hôn với Ngô Thế Tân, một kỹ sư canh nông cùng quê Bắc Ninh. Trước đó, hai người gặp gỡ khi ông còn đương là đoàn trưởng hướng đạo sinh Hùng Vương. Trần Duy Hưng, sau này làm chủ tịch Ủy ban Hành chính thành phố Hà Nội, chính là người chắp nối mối lương duyên giữa hai người. Khi định cư sang Pháp, bà sinh con trai đầu lòng và duy nhất tên Ngô Mạnh Đức vào ngày 1 tháng 1 năm 1941 tại Bệnh viện Saint Antoine Paris, quận 12; sau này ông cũng trở thành một kỹ sư như bố.
Theo nhà phê bình Thụy Khuê, sự "đàn áp" từ gia đình nhà chồng chính là yếu tố ngăn cản sự nghiệp sáng tác của Lê Thị Lựu, mà theo đó bà cho rằng đây là một "thương tích sâu xa đến cuối đời [...] không bao giờ tha thứ". Ngay từ trước khi kết hôn nữ họa sĩ đã phải chịu áp lực từ phía nhà chồng tương lai, không cho phép bà tham dự triển lãm tranh năm 1933. Không chịu được cách ứng xử của mẹ chồng và em chồng, Lê Thị Lựu cùng chồng xin chuyển vào Nam sinh sống. Trong thời gian trị bệnh ở Hà Nội năm 1938-1939, vì chậm có con, bà từng bị ép cưới vợ bé cho chồng. Sau khi lập gia đình sang Pháp, Lê Thị Lựu gần như ngừng sáng tác giai đoạn từ 1933 tới 1956, sống phụ thuộc vào chồng và chịu những lời bình phẩm "chua cay" của chồng, cũng là một họa sĩ nghiệp dư, về hội họa. Cho đến 1956, tức sau khi ông Tân chuyển công tác hai năm về Việt Nam, bà mới có cơ hội đi học lại nghề vẽ. Rồi sau khi tìm ra cách vẽ mới trên lụa và bán được tranh, bà mới được chồng "cho phép" hành nghề họa sĩ.
Tuy vậy, trong bài phỏng vấn duy nhất của Lê Thị Lựu trên tạp chí Mai số 35 do Mộng Trung thực hiện và đăng ngày 6 tháng 12 năm 1962, nữ họa sĩ tiết lộ lý do bà ngừng vẽ trong thời gian dài là vì bệnh tật, đi kèm sự tự ti vì thời gian dài không học nghề vẽ và phải đến sau này, nhờ sự khuyến khích của các bạn họa sĩ thì bà mới trở lại với hội họa. Ngô Thế Tân lại cho biết rằng: "chúng tôi đã chung sống [...] hơn nửa thế kỷ, trong sự tôn trọng lẫn nhau. Có thể nói tôi là người đã khuyến khích Lê Thị Lựu trong những thời gian kém tin tưởng về nghệ thuật, tài năng của mình". Cũng theo lời kể của nhà nghiên cứu Quang Việt trong một dịp gặp mặt ông Tân, ông là người rất trân trọng các tác phẩm của vợ và còn từng dự định in tranh Lựu vẽ thành sách bán nhưng do điều kiện tài chính nên điều này vẫn chưa làm được.
Sau năm 1975, Lê Thị Lựu có dịp về Việt Nam thăm các chị em ở Hà Nội, nhưng thất vọng trước tình cảnh xã hội lúc đó. Khi trở lại Pháp, bà được cho là đã kể lại mọi chuyện với một người bạn thân, thế rồi người này báo với giới thân cận chính quyền Việt Nam, dẫn đến việc bà bị coi là một phần tử "phản động" và không thể trở về Việt Nam được nữa.

## Di sản

### Ghi nhận, đánh giá
Phan Cẩm Thượng, 
Lê Thị Lựu được xem là nữ hoạ sĩ hiện đại đầu tiên của mỹ thuật Việt Nam. Cùng với Mai Trung Thứ, Lê Phổ và Vũ Cao Đàm, Lựu cũng nằm trong bộ tứ họa sĩ Việt tại Pháp gồm Phổ – Thứ – Lựu – Đàm. Bà và ba người bạn này được coi là "nhân chứng của ngôi trường đầy sức mạnh và đầy chuyển biến". Riêng Lê Thị Lựu được công nhận "vừa là đại diện cho phụ nữ, vừa là đại diện tiêu biểu cho cả nền hội họa hiện đại Việt Nam" và là "minh chứng cho sự ra đời của chủ nghĩa hiện đại trong hội họa Việt". Theo tuần báo La Gazette Drouot, ngoài là một nhà nữ quyền, Lê Thị Lựu còn là nhân vật quan trọng trong lịch sử của nghệ sĩ Trường Mỹ thuật Đông Dương, "để lại cho hậu thế một minh chứng về con mắt tinh tường và đặc biệt trìu mến".
Theo đánh giá từ các nhà phê bình chuyên môn, Lê Thị Lựu là họa sĩ hiếm hoi của nước nhà khi "lột tả được hai sắc thái đối lập trong tranh, vừa có sự nhẹ nhàng, mềm mại, lại vừa dữ dội, bạo liệt". Các bức sơn dầu của nữ họa sĩ từng được hiệu trưởng Tardieu so sánh là giống với Paul Cézanne. Trong cuốn sách Hội họa Việt Nam – Một diện mạo khác xuất bản năm 2015, nhà nghiên cứu văn hóa Phan Cẩm Thượng ghi nhận Lê Thị Lựu và ba người bạn họa sĩ của bà đã hình thành nên trường phái hội họa Pháp–Việt ở Paris; nhận xét tranh nữ danh họa có chất lượng kỹ thuật tốt, mang tính phản ánh xã hội đương thời và "vẻ bình dị mà vẫn phức tạp đa chiều". Nét vẽ của bà cũng được đánh giá là "kết hợp giữa sự hòa hợp nhưng không kém phần sắc sảo [...] Thân phận con người toát lên trong tác phẩm rất rõ nét". Lê Thị Lựu được gọi tên như "một nghệ sĩ đa diện hấp dẫn", với kỹ thuật trong tranh giúp "đưa chúng ta vào một thế giới lý tưởng nhuốm màu sang trọng, thanh bình và mềm mại".
Cùng với ba họa sĩ còn lại, tác giả Nguyễn Hồng Ly của tạp chí Người dẫn đầu đã dành lời đánh giá cao phong cách hội họa Lê Thị Lựu khi thể hiện dáng hình phụ nữ Việt Nam "hiện ra trong những khoảnh khắc lơ đãng, có chút u uẩn, cũng có chút dịu dàng, e ấp [...] với thứ ánh sáng mơn man thuần khiết, không mang sắc thái kịch tính như trong hội họa cổ điển". Người viết cho rằng các tranh của Lê Thị Lựu chứa và giữ nguyên "những nét độc đáo không thể trộn lẫn" vì sự nhất quán trong tư duy thẩm mỹ, tính nguyên bản tác phẩm và việc tranh của cả bộ tứ họa sĩ đều luôn "mang phong vị của một miền đất xa xôi [...] vô vàn dạt dào luyến nhớ về mảnh đất quê hương, giao thoa cùng mỹ cảm tinh tế của sự tài hoa xuất chúng". Trong khi đó, cây bút Trần Thị Ánh Ngọc của tạp chí Mỹ Thuật bày tỏ ấn tượng với sự tỉ mỉ trong bút pháp Lê Thị Lựu, cùng với khả năng phối màu và ánh sáng "tài tình", đã biến những bức vẽ lụa của bà "không chỉ là những tác phẩm nghệ thuật đơn thuần mà còn chứa đựng những câu chuyện văn hóa, phản ánh giá trị truyền thống và quan điểm thẩm mỹ của người Việt [...] tạo nên những tác phẩm sống động và đầy tinh tế".

### Giá trị tác phẩm
Tranh của Lê Thị Lựu đã được các bảo tàng lẫn nhà sưu tập tranh trên thế giới quan tâm, luôn có mặt trong nhiều cuộc triển lãm, bán đấu giá... và được mua với giá rất cao.
Vào những năm 1970, bức Cô gái bên bờ suối bà vẽ 1973 được một thương nhân mua trực tiếp và lưu trữ tại bộ sưu tập tư nhân, sau này đem đi bán đấu giá vào năm 2019 tại Pháp với giá 57.000 EUR (60.549 USD theo tỷ giá 2022). Từ năm 1987, tức trước khi bà qua đời một năm, có một nhà môi giới nghệ thuật ở Anh đã tìm gặp Lê Thị Lựu để chọn mua họa phẩm cho bảo tàng tại Luân Đôn; một bức tranh của nữ họa sĩ sau đó được trả 40 ngàn bảng Anh.
Sau khi qua đời, tranh của bà thường xuyên có mặt trong các phiên đấu giá nhà Christie's, Sotheby’s,... và giá ngày càng tăng theo thời gian. Trong phiên "Modern and Contemporary Southeast Asian Art" của Sotheby’s Hong Kong, diễn ra vào ngày 1 tháng 4 năm 2018, bức Trẻ em nghịch hoa của Lê Thị Lựu đã được bán với số tiền 207.821 USD. Năm 2019, 11 tác phẩm của bà góp mặt trong buổi bán "20th Century & Contemporary Art" của Christie's Hong Kong, bên cạnh Lê Phổ, Mai Trung Thứ và Vũ Cao Đàm, với giá dao động từ 56.250 – 2,5 triệu HKD (k. 7.225 – 321.135 USD theo tỷ giá 2022). Đến năm 2021, bức Ba mẹ con trên cỏ của Lê Thị Lựu đã được bán đấu giá 6,83 triệu HKD (878.000 USD theo tỷ giá 2021) trong một phiên bán khác của Sotheby's. Ngày 21 tháng 4 năm 2022, tác phẩm Mẹ và con đã được bán đấu giá thành công 573.925 USD – mức giá cao nhất trong phiên đấu giá trực tuyến của Sotheby’s mang tên "Indochine" gồm 49 tranh hiện đại, cùng một số tạp chí cũ của các họa sĩ và giáo viên tại Trường Cao đẳng Mỹ thuật Đông Dương. Hôm 30 tháng 3 năm 2025, họa phẩm Vô đề, vẽ 1961, tiếp tục đấu giá thành công với số tiền 2,92 triệu HKD (k. 376.390 USD theo tỷ giá 2025), trong phiên chào bán "Modern & Contemporary Day Auction" của Sotheby's.
Vào năm 2012, bảo tàng Cernuschi tại Paris đã tổ chức một buổi triển lãm kéo dài từ ngày 21 tháng 9 năm 2013 đến 27 tháng 1 năm 2013, chủ đề "Du fleuve Rouge au Mékong, visions du Vietnam" (tạm dịch: "Từ sông Hồng đến sông Mekong, tầm nhìn Việt Nam"). Triển lãm giới thiệu tác phẩm tranh từ nhiều họa sĩ nổi tiếng người Việt, trong đó có những họa phẩm giá trị của Lê Thị Lựu. Các bức họa bà vẽ cũng xuất hiện trong một cuộc trưng bày tổ chức tại De Sarthe Gallery Hong Kong vào tháng 7 năm 2017, đi cùng với loạt tác phẩm chính của họa sĩ người Mỹ gốc Việt Richard Streitmatter-Tran.

### Tìm kiếm và trưng bày tại Việt Nam
Thụy Khuê, 
Trong khoảng thời gian viết bài tiểu luận "Lê Thị Lựu, ấn tượng hoàng hôn" năm 1988, nhà phê bình Thụy Khuê đã nảy sinh ý định đưa những tác phẩm hội họa của Lê Thị Lựu về Việt Nam. Nhưng khi ấy, bà cho rằng tất cả đều đã hoàn toàn thất lạc và các bảo tàng khắp Việt Nam cũng không có lấy một bức tranh nào của nữ họa sĩ.
Năm 1990, Thụy Khuê đảm nhận phụ trách chương trình Văn học Nghệ thuật của Đài phát thanh quốc tế Pháp (RFI). Trong nỗ lực nhằm đưa tác phẩm của những họa sĩ nổi tiếng người Việt tại Pháp hồi hương, Thụy Khuê đã thực hiện một số buổi phỏng vấn với các họa sĩ trên RFI, trong đó có Ngô Thế Tân và vợ chồng Lê Phổ. Ngày 9 tháng 6 năm 1991, nhân kỷ niệm ba năm ngày mất Lê Thị Lựu, Thụy Khuê đăng cuộc phỏng vấn với ông Ngô Thế Tân về cuộc đời vợ mình và về ba người bạn thân Mai Trung Thứ, Lê Phổ, Vũ Cao Đàm. Tại buổi trò chuyện, ông Tân úp mở ý định đưa tranh của Lê Thị Lựu về nước, nhưng chỉ khi "nước ta dân chủ hóa và bảo tàng có ý yêu cầu thì ngày đó sẽ tính sau". Lý do cho việc này, theo ông là vì tác phẩm do Lê Thị Lựu vẽ năm 1975 Phụ nữ gặt lúa từng được tặng cho Hội Mỹ thuật Việt Nam cùng năm, trong chuyến thăm của bà về quê nhà, nhưng sau một thời gian thì mất tích. Tuy vậy chỉ ba năm sau vào ngày 8 tháng 5 năm 1994, ông Ngô Thế Tân đã trao cho vợ chồng Thụy Khuê bộ sưu tập gồm 18 bức tranh cùng hai bản sao chụp tác phẩm và dặn Thụy Khuê chỉ đưa những tranh này về khi có sự bảo đảm rằng chúng sẽ không biến mất, hoặc bị sao chép hay bán ra nước ngoài.
Bên cạnh bộ sưu tập trên, vợ chồng Thụy Khuê còn có một bộ sưu tập riêng khác gồm 9 họa phẩm, trong đó 8 bức là Lê Thị Lựu vẽ và bức còn lại của ông Tân; các bức tranh trong cả hai bộ sưu tập đều được sáng tác giai đoạn 1940–1988. Thụy Khuê cũng ngỏ lời thuyết phục họa sĩ Lê Phổ trong bài phỏng vấn vào năm 1993 và được ông cho biết rằng sau khi họa sĩ mất thì sẽ nhờ người nhà "biếu", "tặng" khoảng 20 đến 30 tác phẩm cho một bảo tàng ở Hà Nội. Sau đó, dù trong hai cuộc phỏng vấn phát trên đài RFI ngày 12 tháng 6 năm 1994, cả Lê Phổ và ông Ngô Thế Tân đã xác nhận lại một lần nữa về ý định tặng tranh của Lê Phổ, Lê Thị Lựu và Vũ Cao Đàm cho các bảo tàng tại Việt Nam, tuy nhiên đến lúc này vẫn chưa có hồi đáp từ phía Bộ Văn hóa Việt Nam.
Vào năm 2013, nhà sưu tập Nguyễn Bá Lân đã tổ chức triển lãm tranh Về nguồn, lần đầu trưng bày tác phẩm của Lê Thị Lựu và nhiều họa sĩ khác tới công chúng Việt Nam tại Bảo tàng Đà Nẵng. Đến năm 2015, nhà sưu tầm tranh Nguyễn Minh tổ chức một buổi triển lãm ở Bảo tàng Mỹ thuật Việt Nam mang tên Hội họa Việt Nam – Một diện mạo khác, có tranh của Lê Thị Lựu. Đây là những họa phẩm được ông mua lại từ các nhà đấu giá nước ngoài. Tháng 7 năm 2022, hãng bán đấu giá Sotheby's đã tổ chức một buổi triển lãm tranh phi thương mại đầu tiên của mình tại Việt Nam mang tên Hồn xưa bến lạ, diễn ra từ ngày 11 tháng 7 đến 14 tháng 7 tại khách sạn Park Hyatt Saigon. Sự kiện trưng bày 56 bức tranh vẽ của bộ tứ Phổ – Thứ – Lựu – Đàm, được xem là một trong những triển lãm tranh Đông Dương lớn nhất tại Việt Nam cả về giá trị lẫn số lượng.

#### Bộ sưu tập của Bảo tàng Mỹ thuật Thành phố Hồ Chí Minh

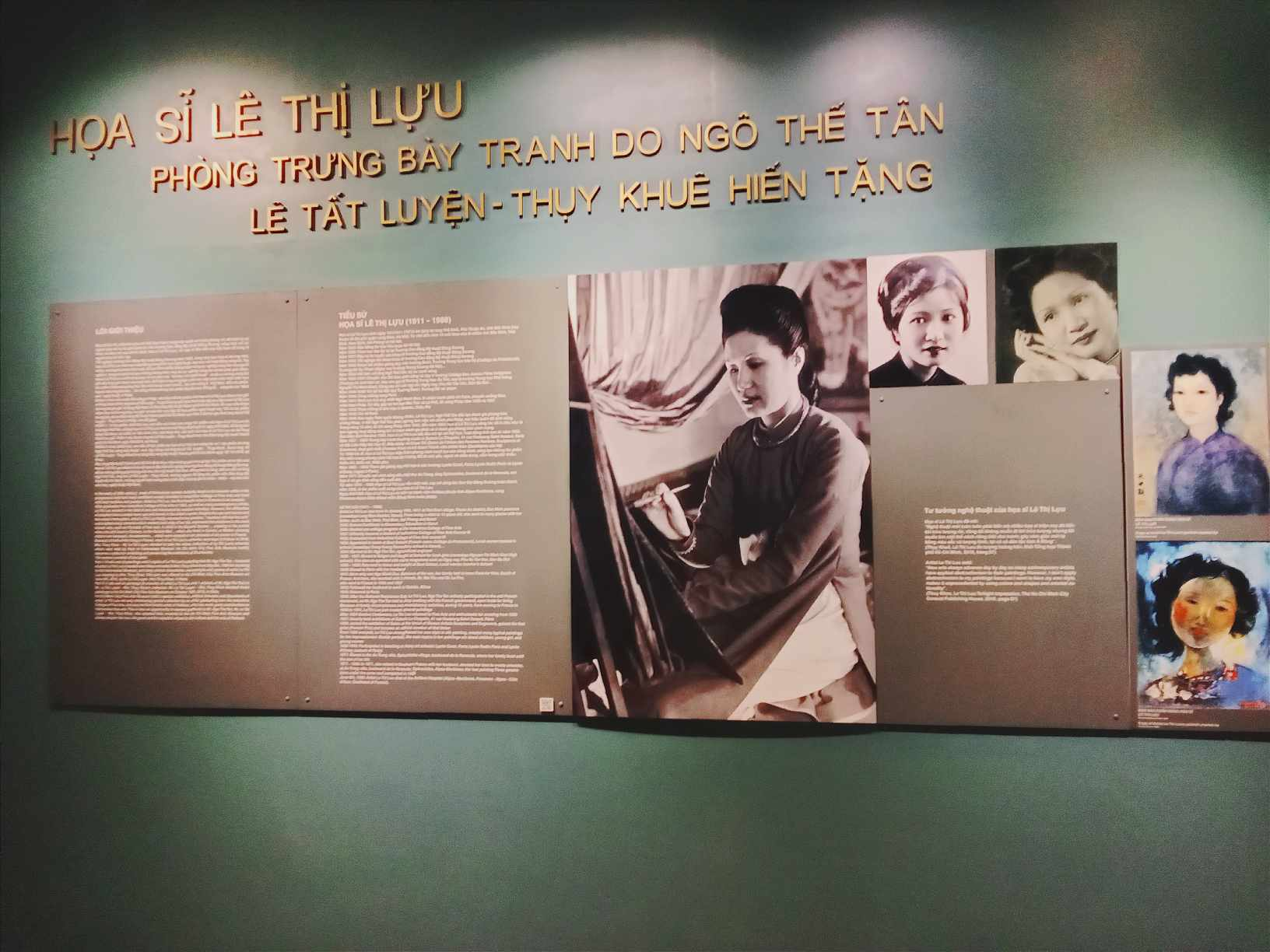
Phòng trưng bày các tác phẩm và tư liệu của Lê Thị Lựu tại Bảo tàng Mỹ thuật Thành phố Hồ Chí Minh

24 năm sau cuộc phỏng vấn với Lê Phổ và Ngô Thế Tân năm 1994, trong một chuyến về Việt Nam tháng 11 và tháng 12 năm 2017, nhận thấy tình hình xã hội đã thay đổi cùng với đó là vấn đề về bảo quản di tích lịch sử và mỹ thuật có bước tiến triển lớn, vợ chồng Thụy Khuê và Lê Tất Luyện quyết định trao tặng Bảo tàng Mỹ thuật Thành phố Hồ Chí Minh hai bộ sưu tập tranh vẽ của Lê Thị Lựu. Bộ sưu tập gồm của Ngô Thế Tân và của Thụy Khuê – Lê Tất Luyện, trao lần lượt vào hai đợt: 6 tháng 6 năm 2018 (bộ sưu tập của Ngô Thế Tân, nhân dịp 30 năm ngày mất Lê Thị Lựu) và 19 tháng 10 năm 2018 (bộ sưu tập của vợ chồng Thụy Khuê). Tất cả 29 bức tranh cùng các bài thơ, bút tích, hình ảnh Lê Thị Lựu và tài liệu về cuộc đời bà với những người bạn họa sĩ, sau đó đã được trưng bày trong triển lãm Lê Thị Lựu – Ấn tượng hoàng hôn, tổ chức tại bảo tàng nhân ngày Di sản văn hóa Việt Nam (23 tháng 11).
Triển lãm Ấn tượng hoàng hôn diễn ra trong vòng một tháng và sau đó các bức tranh sẽ tiếp tục trưng bày ở một khu vực riêng từ 4-5 năm. Ông Trịnh Xuân Yên, phó giám đốc của Bảo tàng Mỹ thuật Thành phố, cho biết các họa phẩm khi được trao đều ở tình trạng bảo quản rất tốt. Thế nhưng, những tác phẩm này tính đến thời điểm diễn ra triển lãm vẫn chưa được mua bảo hiểm để tránh trường hợp như tranh sẽ bị sao chép, đánh cắp, v.v.. Cũng dịp này, Thụy Khuê cho ấn hành cuốn sách lấy từ tiêu đề bài viết năm 1988 của bà, tập hợp lại những buổi phỏng vấn, bài viết về Lê Thị Lựu và các học sinh cùng trường; tranh, ảnh, thơ mà chính nữ họa sĩ cùng chồng là ông Ngô Thế Tân cung cấp, thay vì viết lại số thông tin trong những tư liệu để tránh tình trạng sai lệch và mâu thuẫn giữa các nguồn. Bảo tàng Mỹ thuật Hồ Chí Minh đồng thời thực hiện bộ phim Thông điệp từ những bức tranh – mô tả lại quá trình tiếp nhận tranh và những phân tích về các sáng tác của Lê Thị Lựu giai đoạn cuối.